# 努拉·奧法奧蘭
努拉·奧法奧蘭（1940年3月1日—2008年5月9日）是一名愛爾蘭作家、記者及女權運動家。努拉出生自都柏林，父親是著名的報刊記者，她分別畢業於都柏林大學、赫爾大學及牛津大學，曾於BBC及愛爾蘭電視電台擔任電視制作。1996年，她出版《你是某個人嗎？》登上紐約時報暢銷書榜，成為著名作家，2006年再憑小說《芝加哥·梅的故事》獲法國費米娜獎。2008年5月9日努拉因肺癌不治逝世。